# Fernando Hernández
Fernando Hernández Casado, född 24 februari 1973 i Valladolid, är en spansk tidigare handbollsspelare (högersexa). Han spelade 118 landskamper och gjorde 323 mål för Spaniens landslag. Han var med och tog EM-silver 1996 i Spanien, OS-brons 1996 i Atlanta och VM-guld 2005 i Tunisien.

## Klubbar
- Arcos Valladolid (1992–1996)
- Prosesa Ademar León (1996–2000)
- FC Barcelona (2000–2007)
- Portland San Antonio (2007–2010)
- BM Badajoz (2010–2012)
- Cuatro Rayas Valladolid (2012–2014)
- BM Atlético Valladolid (2014–2019)